# Jopie Selbach
Pour les articles homonymes, voir Selbach.
Johanna Katarina Selbach dite Jopie Selbach, née le 27 juillet 1918 à Haarlem et morte le 30 avril 1998 à Zoetermeer, est une nageuse néerlandaise.

## Biographie
Jopie Selbach est sacrée championne d'Europe en 1934 en relais 4 × 100 mètres nage libre, avec Ans Timmermans, Rie Mastenbroek et Willy den Ouden.
Aux Jeux olympiques d'été de 1936 à Berlin, elle remporte la médaille d'or du relais 4 × 100 mètres nage libre avec Rie Mastenbroek, Willy den Ouden et Tini Wagner.